# Sandro Resegotti
Sandro Resegotti (Milán, 25 de enero de 1966) es un deportista italiano que compitió en esgrima, especialista en la modalidad de espada.
Ganó dos medallas de oro en el Campeonato Mundial de Esgrima, en los años 1989 y 1990. Participó en los Juegos Olímpicos de Barcelona 1992, ocupando el quinto lugar en la prueba por equipos.

## Palmarés internacional
| Campeonato Mundial | Campeonato Mundial      | Campeonato Mundial | Campeonato Mundial |
| Año                | Lugar                   | Medalla            | Prueba             |
| ------------------ | ----------------------- | ------------------ | ------------------ |
| 1989               | Denver (Estados Unidos) | Medalla de oro     | Espada por equipos |
| 1990               | Lyon (Francia)          | Medalla de oro     | Espada por equipos |